# Nikolina Grabovac
Nikolina Grabovac (Zenica, 3 giugno 1968) è un'ex cestista croata, fino al 1991 jugoslava.

## Carriera
Con la Croazia ha disputato i Campionati europei del 1995.